# Eunice edwardsi
Eunice edwardsi är en ringmaskart som beskrevs av McIntosh 1885. Eunice edwardsi ingår i släktet Eunice och familjen Eunicidae. Inga underarter finns listade i Catalogue of Life.